# رینفارست الاینس

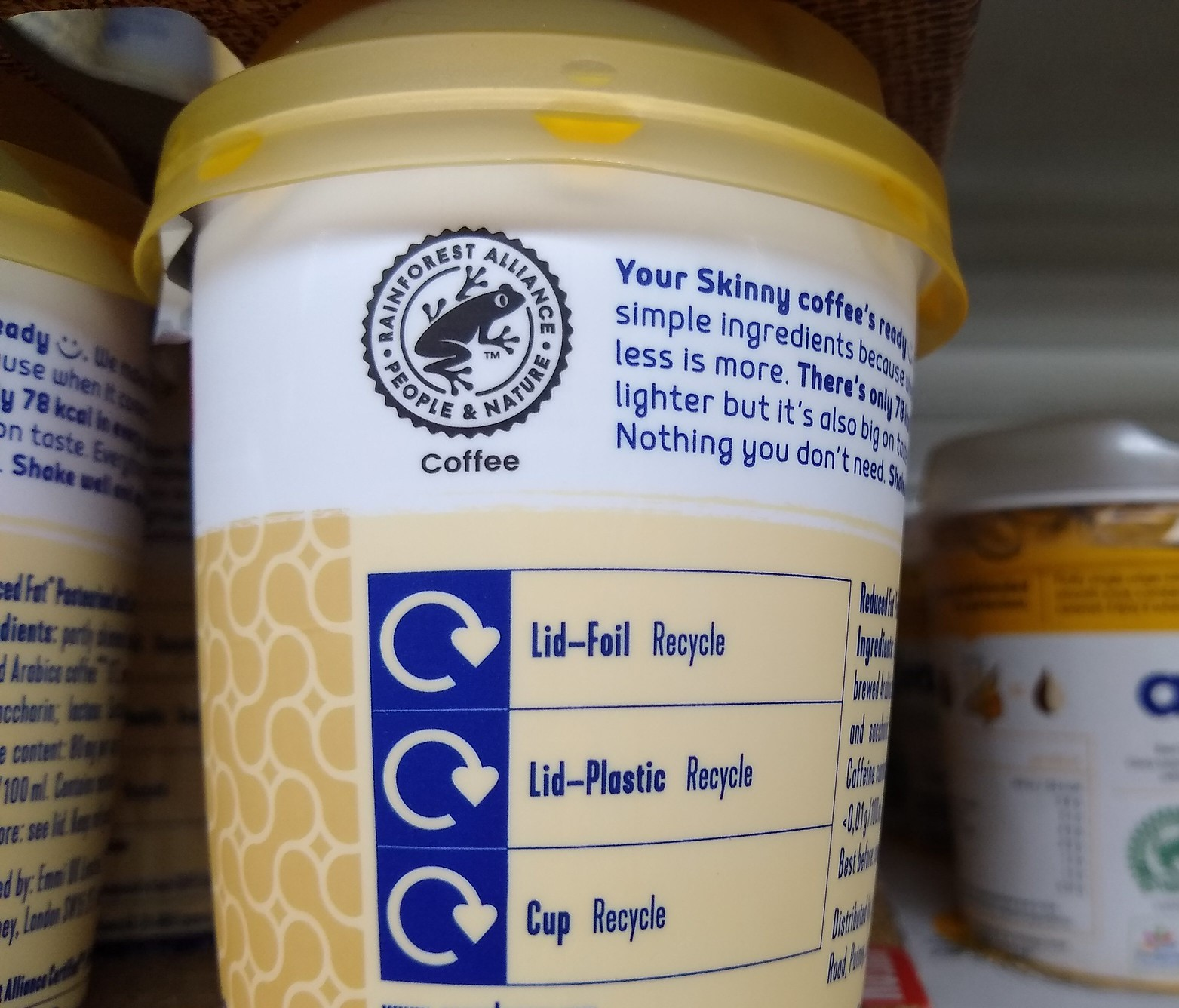
مهر گواهینامه رینفارست الاینس روی یک فنجان قهوه.

رینفارست الاینس (انگلیسی: Rainforest Alliance) سازمان مردم‌نهاد آمریکایی است، که در سال ۱۹۸۷ توسط دانیل کاتز فعال محیط زیست آمریکایی که به عنوان رئیس هیئت مدیره فعالیت میکند تأسیس شد. مأموریت این سازمان غیر دولتی ایجاد جهانی پایدارتر با استفاده از نیروهای اجتماعی و بازار برای حفاظت از طبیعت و بهبود زندگی کشاورزان و جوامع جنگلی است. این سازمان همزمان با گرفتن جواز کار، برنامه‌های بلندمدت خود را در امر حفاظت و توسعه در تعدادی از مناطق مهم گرمسیری که در آن تولید کالاها، سلامت اکوسیستم و رفاه جوامع روستایی را تهدید می‌کند به اجرا در می‌آورد.